# Геннобавд (IV ст.)
Геннобавд (д/н — 388) — король ріпуарських франків.

## Життєпис
Можливо, був нащадком Геннобавда, що мешкав у III столітті. Висловлюється думка, що його батьком був один з вождів (королів) ріпуарських франків Дагоберт (III). З 380 року Геннобавд здійснював набіги на провінцію Германія Секунда. За Григорієм Турським, в 388 році франки на чолі з Геннобавдом, Маркомиром і Сунноном перейшли кордон Римської імперії і направились в римську Германію і Бельгіку, перебили багато мирних жителів, спустошили територію, а також навели страх на жителів Колонії Агриппіни. Коли про це стало відомо в Трірі, полководці Нанніній і Квінтіній, яким Магн Максим доручив свого малолітнього сина і захист Галлії, зібрали армію і прийшли в Кельн. Франки до того часу вже встигли розграбувати місто і з награбованим пішли за Рейн, залишивши в Галії великий загін, готовий знову почати спустошення. Римлянам вдалося розбити цей загін на чолі з Геннобавдом, який загинув у місцині, відомій як Вугільний ліс (на південь від Самбра).